# Philosophical Transactions of the Royal Society
Philosophical Transactions of the Royal Society (в пер. с англ. — «Философские труды Королевского общества», сокращённо Phil. Trans.) — научный журнал, издаваемый Лондонским королевским обществом. Является старейшим научным журналом англоязычного мира и вторым в истории после французского «Журналь де саван». Журнал выходит с 6 марта 1665 года без перерывов, что делает его старейшим непрерывно издающимся научным журналом в мире. Слово «философский» в названии обозначает натурфилософию, которой в то время называли естественные науки.